# Antônio Barroso Pereira

Armas do primeiro visconde de Entre-Rios.

Antônio Barroso Pereira, primeiro barão e visconde de Entre-Rios, (Paraíba do Sul, 1792 — Petrópolis, 12 de dezembro de 1862), foi um fazendeiro e político brasileiro, proprietário de inúmeras fazendas na região de Três Rios, para além de imóveis em diversas cidades. Na carreira pública, foi eleito vereador por Paraíba do Sul diversas vezes, para além de ter sido sargento-mor de milícias.
Filho de Antônio Barroso Pereira e de Maria Jacinta de Macedo. Casou-se com Claudina Venâncio de Jesus, com a qual gerou Antônio Barroso Pereira Júnior, segundo barão e visconde de Entre-Rios.
Oficial da Imperial Ordem da Rosa. Recebeu o baronato por decreto imperial de 15 de dezembro de 1852 e o viscondado por decreto imperial de 17 de fevereiro de 1883. Faz referência a Entre-Rios, Rio de Janeiro.
Ao falecer, era proprietário de diversas fazendas, 407 escravos, imóveis no Rio de Janeiro, Paraíba do Sul e São João del-Rei, além de títulos e dinheiro em espécie.